# Back Chat
«Back Chat» — песня английской рок-группы Queen с альбома Hot Space. Написана Джоном Диконом. Песня вышла в качестве сингла с песней «Staying Power» на стороне «Б».

## Песня
В этой песне наиболее чувствуется влияние афроамериканской музыки по сравнению с другими композициями с альбома. Первоначально песня такой и задумывалась, однако группа решила, что в песню должно было быть включено гитарное соло. Концертная версия песни ещё больше отходила от танцевальных традиций композиции. На концертах песня исполнялась в более быстром темпе и с большей гитарной партией.
Во время студийной записи Дикон играл на синтезаторе, электро- и бас-гитарах, Брайан Мэй исполнил партию соло-гитары, Роджер Тейлор — на ударных, Фредди Меркьюри спел вокальные партии.
Существует три версии песни: первая — альбомная; вторая — сингловая, с укороченными вступлением и кодой; третья — длинная версия, записанная 12-дюймовым синглом.

## Видеоклип

Кадр из видеоклипа

Видеоклип к песне снял режиссёр Брайан Грант. Съёмки проходили в июле 1982 года. Для клипа использовалась сингловая версия песни.
Клип сделан в формате простого исполнения песни. Декорации к клипу сделаны в стиле «техно». В начале клипа появляется Меркьюри на лифте, и на протяжении всего клипа он только поёт, двигаясь и танцуя под музыку. Мэй играет не на своей гитаре Red Special, а на Fender Telecaster.
Кадры из клипа использовались в видео к песням «Radio Ga Ga» и «The Show Must Go On».